# Meung-sur-Loire
Meung-sur-Loire là một xã trong tỉnh Loiret, vùng Centre-Val de Loire bắc trung bộ nước Pháp. Xã này nằm ở khu vực có độ cao từ 82-113 mét trên mực nước biển.
Đây là nơi đã xảy ra trận Meung-sur-Loire năm 1429.